# Ilan Goldman

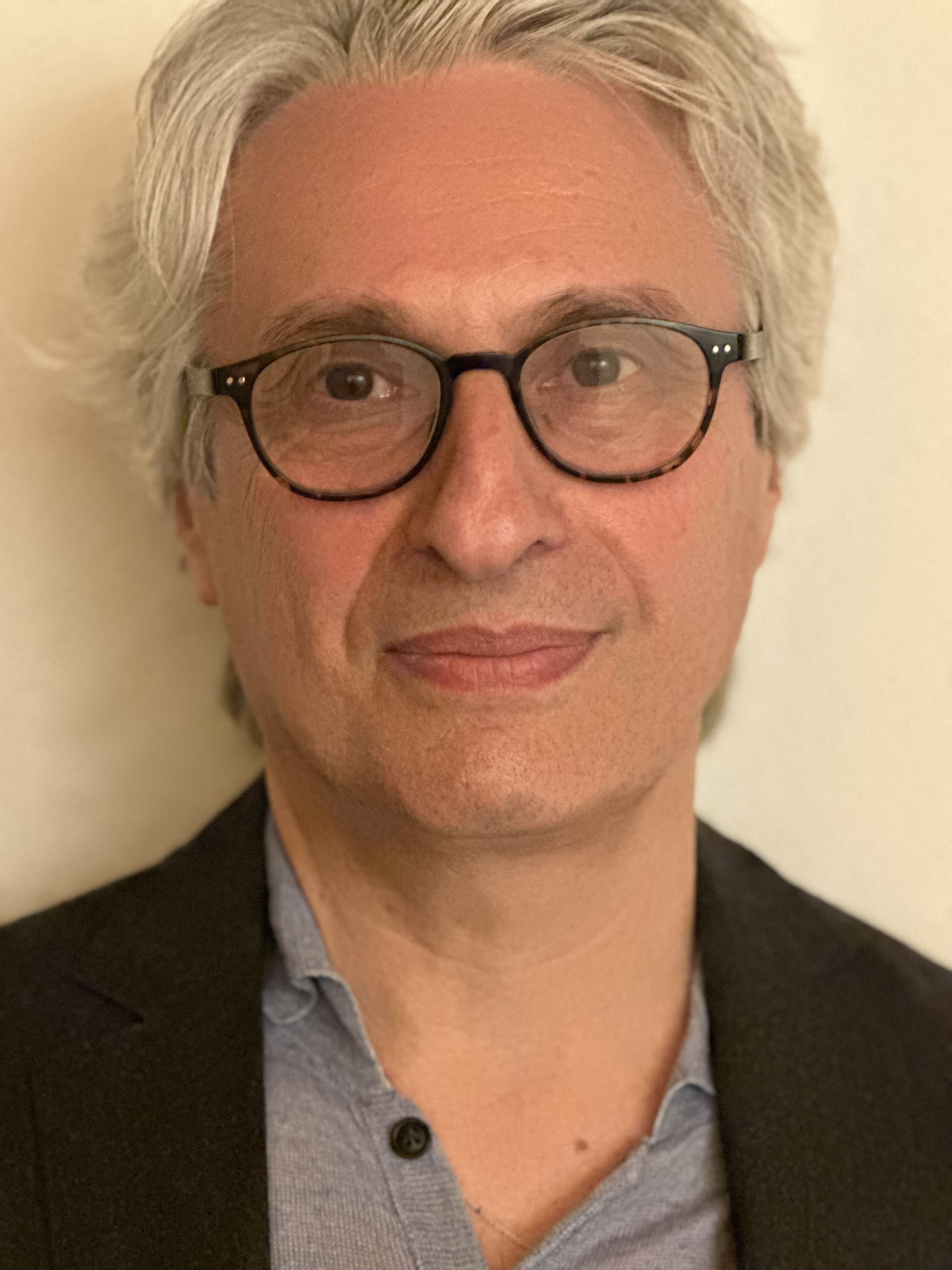
Ilan Goldman

Ilan Goldman (* 1961 in Paris als Alain Goldman) ist ein französisch-israelischer Filmproduzent.

## Leben
Bereits Großvater und Vater von Alain Goldman waren in der Filmbranche tätig. Der Großvater war in den 1930er Jahren Generalvertreter der Universal Studios in Frankreich. Sein Vater war Generaldirektor von United International Pictures in Frankreich. Einige Familienmitglieder waren im Juli 1942 unter den Opfern der Massenfestnahme von Juden durch die Polizei des Vichy-Regimes. Seine Eltern konnten dem entgehen. Sein Vater hatte Verbindungen zur Résistance und wurde rechtzeitig gewarnt. Die Familie seiner Mutter war schon vorher, gleich beim Einmarsch der deutschen Truppen, nach Pau geflüchtet.
Im Alter von 12 Jahren las er die Schilderungen von Primo Levi. Er schloss sich der Betar an, einer rechtsgerichteten jüdischen Bewegung, „weniger aus ideologischen Gründen, sondern weil ich voller Wut war, entschlossen, es jedem zu zeigen, der etwas gegen die Juden hätte.“ Im Alter von 18 Jahren entschloss er sich, nach Israel auszuwandern. Dort absolvierte er sein Studium und lernte seine Lebensgefährtin Roselyne Bosch, eine Christin, kennen. Von den israelischen Einwanderungsbehörden dazu aufgefordert, nahm er den Vornamen Ilan an. Diesen Namen behielt er bei, als er nach Europa zurückkehrte.
Gemeinsam mit Roselyne Bosch hat Ilan Goldman zwei Kinder.

### Berufliche Laufbahn
Nach Frankreich zurückgekehrt, lernte er als Assistent bei Jean Frydman, dem Gründer von Europe 1, und anschließend bei Marin Karmitz. Durch Letzteren lernte er das europäische Autorenkino kennen. Seine Partnerin Roselyne Bosch arbeitete zu jener Zeit als Reporterin bei der Wochenzeitung Le Point.
Im Jahr 1992 finanzierte er seinen ersten Film, 1492 – Die Eroberung des Paradieses unter der Regie von Ridley Scott. Das Drehbuch dazu schrieb Roselyne Bosch. Seinen eigenen Worten zufolge ist dieser Film charakteristisch für sein Selbstbild und seine Ziele als Produzent: Die Symbiose aus amerikanischem und französischem Kino suchen, hinsichtlich der Mittel aus dem Vollen zu schöpfen, aber diese zugunsten der Handlung statt um bloßer Spezialeffekte willen einzusetzen. Er könne sich nur für Filme engagieren, so Goldman, deren Thema ihn auch emotional anrühre: „Ich bin der erste, der sein Geld einsetzt, und der letzte, der eventuelle Gewinne einnimmt. Ich kann nicht produzieren, wenn mich keine Kraft bewegt, wenn ich kein Thema habe, das meine Leidenschaft weckt.“
1995 beteiligte er sich als europäischer Koproduzent an dem Film Casino unter der Regie von Martin Scorsese. Im Jahr 2000 trug er unfreiwillig dazu bei, eine scheinbar fest gefügte Doktrin zu widerlegen: Damit ein Film international erfolgreich sei, so die herrschende Meinung, müsse er in englischer Sprache gedreht werden. Vatel jedoch, in englischer Sprache gemeinsam mit Roland Joffé und unter dessen Regie produziert, erwies sich als Flop. Der französische Film Les Rivières Pourpres hingegen hatte weltweit Erfolg, nachdem auf dem Festival von Cannes ein Ausschnitt von zehn Minuten gezeigt worden war.
La vie en rose, die verfilmte Biografie von Édith Piaf, wurde 2007 zu einem Welterfolg – seinen eigenen Worten zufolge entgegen den Unkenrufen der Verleiher: „Piaf, das ist alt! Geht am Arsch vorbei! Die jungen Leute werden nicht kommen! Biografien gehen nicht!“ Auch seine Wahl der weniger bekannten Marion Cotillard als Hauptdarstellerin führte in den Disney-Studios zu Befürchtungen, dass der Filme keine Zugkraft entwickeln würde. Mehr als 11 Millionen Besucher in den Kinos und die Auszeichnung Marion Cotillards mit dem Oscar 2008 als beste Hauptdarstellerin gaben ihm letztlich Recht.

## Filmografie (Auswahl)
- 1992: 1492 – Die Eroberung des Paradieses (1492: Conquest of Paradise)
- 1995: Casino
- 1997: Amour et confusions – Regie: Patrick Braoudé
- 1997: XXL – Regie: Ariel Zeitoun
- 1998: En plein cœur – Regie: Pierre Jolivet
- 1998: Liebe auf den sexten Blick (Bimboland)
- 2000: Vatel
- 2000: Die purpurnen Flüsse (Les rivières pourpres)
- 2002: La mentale – Regie: Manuel Boursinhac
- 2003: Pakt des Schweigens (Le pacte du silence) – Regie: Graham Guit
- 2004: Die purpurnen Flüsse 2 – Die Engel der Apokalypse (Les rivières pourpres II – Les anges de l’apocalypse)
- 2004: L’enquête corse – Regie: Alain Berbérian
- 2006: Animal – Regie: Roselyne Bosch
- 2007: La vie en rose (La môme)
- 2007: 39,90 (99 francs)
- 2008: Babylon A.D.
- 2009: Coco – Regie: Gad Elmaleh
- 2010: Die Blonde mit entblößten Brüsten (La blonde aux seins nus) – Regie: Manuel Pradal
- 2010: Die Kinder von Paris (La rafle)
- 2010: My Own Love Song – Regie: Olivier Dahan
- 2010: Fatal – Regie: Michaël Youn
- 2011: Case départ – Regie: Lionel Steketee
- 2012: Paulette
- 2013: Vive la France – Gesprengt wird später (Vive la France) – Regie: Michaël Youn
- 2013: Große Jungs – Forever Young (Les gamins)
- 2014: Le crocodile du Botswanga – Regie: Lionel Steketee, Fabrice Eboué
- 2014: Ein Sommer in der Provence (Avis de mistral)
- 2017: Die Macht des Bösen (The Man with the Iron Heart)
- 2017: Santa & Co. – Wer rettet Weihnachten? (Santa & Cie)
- 2019: The Mustang
- 2019: Intrige (J’accuse)
- 2021: Die Tanzenden (Le bal des folles)
- 2024: Libre (Freedom)